# 岩村秀
岩村 秀（いわむら ひいず、1934年12月17日 - ）は、日本の化学者。専門は、有機化学。有機磁性体の開発や、分子機械の先駆的な研究などで知られる。学位は、理学博士（東京大学・1962年）。分子科学研究所名誉教授、東京大学名誉教授、九州大学名誉教授、日本大学大学理工学部客員教授。紫綬褒章・瑞宝中綬章受章。

## 学歴
- 宮崎大学教育文化学部附属小学校・中学校卒業
- 1953年 宮崎県立宮崎大宮高等学校卒業
- 1957年 東京大学理学部卒業
- 1962年 東京大学大学院化学系研究科化学専門課程博士課程修了[3]
  - 東京大学より理学博士の学位を取得。学位論文の題は「「水酸基とπ電子の分子内相互作用の研究」。

## 職歴
- 1962年 東京大学理学部助手
- 1966年 東京大学理学部講師
- 1970年 東京大学理学部助教授
- 1977年 分子科学研究所教授
- 1983年 名古屋大学工学部教授（1985年まで併任）
- 1987年 東京大学理学部教授（1995年まで）
- 1994年 九州大学有機化学基礎教育研究センター教授（1995年よりセンター長）
- 1998年 大学評価・学位授与機構教授
- 1999年 大学評価・学位授与機構学位審査会委員長（2012年まで）
- 2000年 放送大学教養学部教授（2001年より東京文教学習センター所長）
- 2000年 日本学術会議（第18、19期）正会員、（第20、21期）連携会員（2011年まで）
- 2001年 ㈳日本化学会会長（2002年まで）
- 2005年 日本大学大学院総合科学研究科教授
- 2007年 ㈳日本化学連合初代会長（2008年まで）
- 2010年 日本大学理工学部教授

## 受賞歴
- 1963年 日本化学会進歩賞　「水酸基とπ電子の分子内相互作用の研究」について
- 1987年 シカゴ大学 Julia & Edward Lee Lectureship
- 1992年 日本化学会学会賞「新しいπ電子系の分子設計と構築による構造有機化学の新展開」
- 1998年 藤原賞「有機フリーラジカルの集積・組織化による分子性磁性体の構築の研究」について
- 2001年 ポーランド化学会マリア・スクウォドフスカ＝キュリー・メダル
- 2003年 日本学士院賞

## 叙位・叙勲
- 1996年 紫綬褒章
- 2010年春 瑞宝中綬章[4]

## 業績・論文・著書
- 岩村　秀、野依良治、中井　武、北川勳　編、「大学院　有機化学（上、中，下）」、講談社1988年、　ISBN：978-4-06-153302-8，978-4-06- 153303-5、978-4-06-153304-2.